# 宇都宮家綱
宇都宮家綱（うつのみや いえつな、生没年不詳）は、室町時代の下野国の武将。伊予守。

## 略歴
出自は不明だが、第13代宇都宮氏当主である宇都宮持綱が応永30年（1423年）に、足利持氏の謀略により宇都宮支族である塩谷教綱に殺害された後、持氏の後見を受けて宇都宮の家督を継いだとされている。もし、これが事実であれば第14代宇都宮家当主となるが、裏付ける資料が少なく確証がない事もあって、現在は歴代の宇都宮当主には数えられていない。その後、持氏が永享の乱で永享11年（1439年）に自害すると、持綱の子である宇都宮等綱が宇都宮に復帰し、家綱は宇都宮城を追われた。
宇都宮城を追われた後の家綱の動向は不明であり、一説には、その後の結城合戦で討ち死（結城戦場記）とも伝わるが定かではない。
一方で、喜連川塩谷系譜の塩谷朝秀の条には、『塩谷伯耆守綱家ト宇都宮従四位下下野守持綱ト不和之義有テ及合戦、宇都宮終ニ幸賀郷ニテ自害ス、此時応永三十年八月九日也、依之テ宇都宮城ヲ綱家令居住』とあり、持綱を殺害した塩谷教綱の名前が一貫して「綱家」となっており、その「教綱=綱家」が宇都宮城に居住したと記されている。また、その記述に続けて『永享十一年ニ益子出羽守・武茂・芳賀・大久保数年因塩谷相戦、終に益子易正和議之儀有テ宇都宮ニ等綱依之居住ス』とあり、さらに益子系図の益子勝秀（益子出羽守）の条には『塩谷一族数年闘敢、永享十年塩谷敗而等綱十九歳之時令帰城干宇都宮』と記されており、持綱の子である等綱を宇都宮城から追放したのも、等綱が宇都宮城に復帰するために戦った相手も塩谷一族となり、その塩谷一族の当主が塩谷教綱（綱家）であった事から、塩谷教綱と宇都宮家綱を同一人物とする説もある。